# Трубний (Ровеньківський район)
Трубний —  селище в Україні, в Хрустальненській міській громаді Ровеньківського району Луганської області. Населення становить 15 осіб. Орган місцевого самоврядування — Вахрушівська міська рада.
| Україна | Це незавершена стаття з географії України. Ви можете допомогти проєкту, виправивши або дописавши її. |